# Estación de Fontenay-aux-Roses
La estación de Fontenay-aux-Rosss es una estación ferroviaria francesa ubicada en el municipio de Fontenay-aux-Rosas (departamento de Altos del Sena). 
Es una estación de la RATP servida por la línea B del RER.

## La estación
Forma parte del ramal B2 de la línea B del RER.
El edificio data de 1892 ; es casi idéntico al de la estación de Robinson, excepto las alas laterales, las cuales son más cortas en Fontenay-aux-Rosas.

## Correspondencias
Por la estación las líneas 128, 194, 394 y el petit fontenaisien de la cobertura de autobús RATP.

## Galería

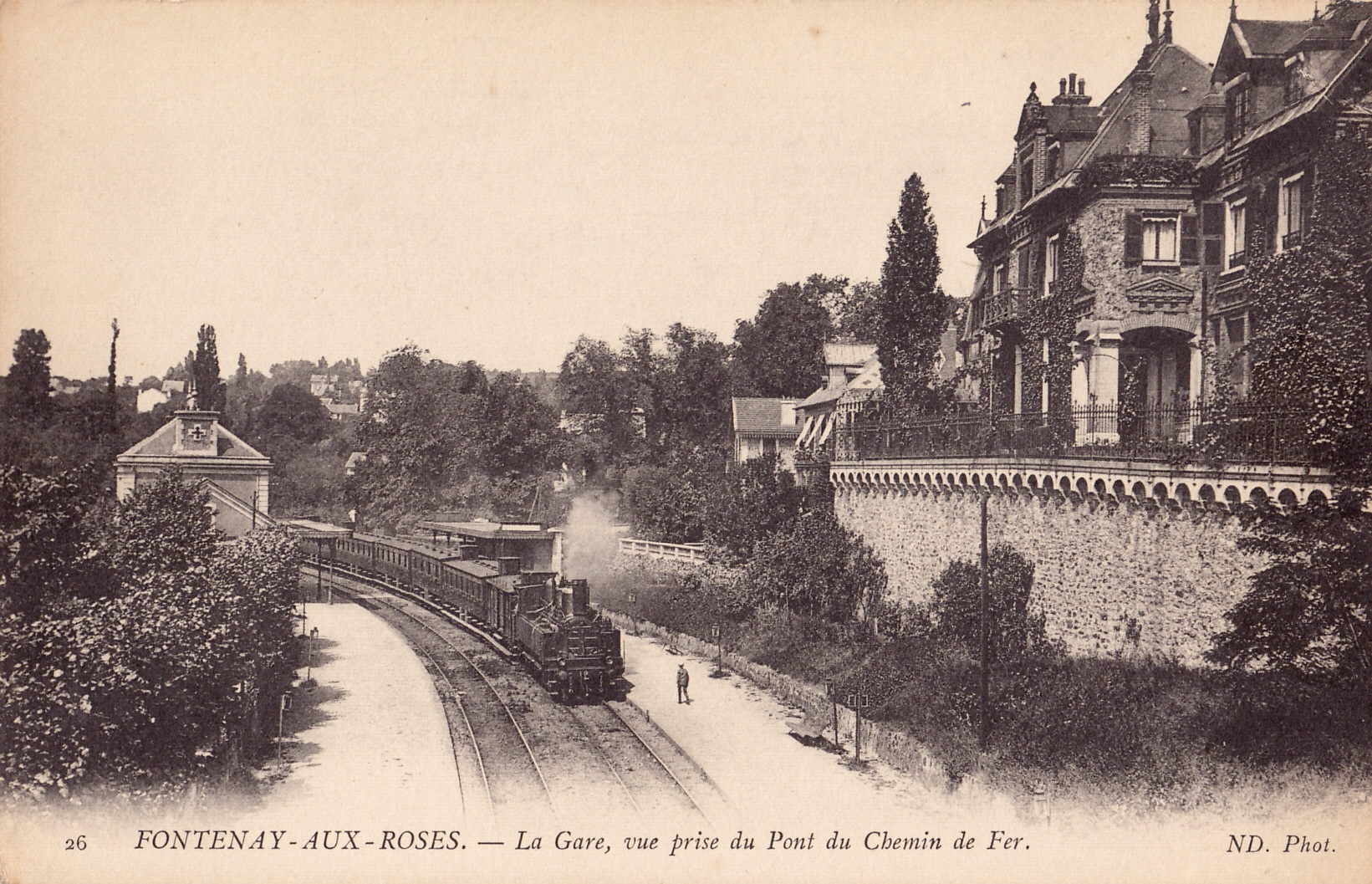
La estación a principios del siglo XX.
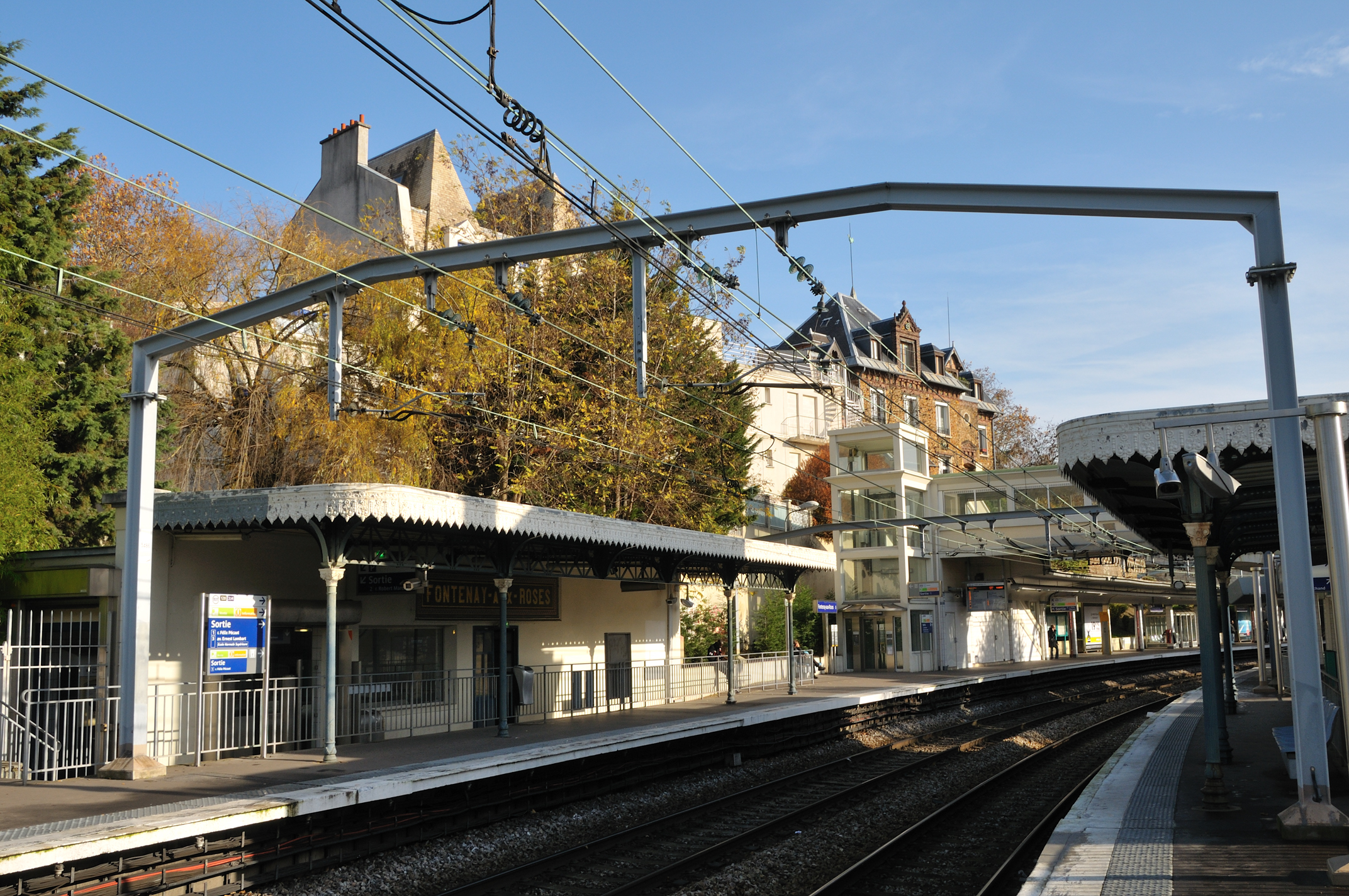
Andenes de la estación.

- Datos: Q2443290
- Multimedia: Gare de Fontenay-aux-Roses / Q2443290